# Gu-Win
Gu-Win es un pueblo ubicado en los condados de Marion y Fayette en el estado estadounidense de Alabama. En el año 2000 tenía una población de 204 habitantes y una densidad poblacional de 40.8 personas por km².

## Geografía
Gu-Win se encuentra ubicado en las coordenadas 33°56′58″N 87°52′19″O / 33.94944, -87.87194. Según la Oficina del Censo, la localidad tiene un área total de 113 km² (43,6 mi²), de la cual 111,7 km² (43,1 mi²) es tierra y 1,3 km² (1 mi²) (1.50%) es agua.

## Demografía
Según la Oficina del Censo en 2000 los ingresos medios por hogar en la localidad eran de $29,375, y los ingresos medios por familia eran $42,500. Los hombres tenían unos ingresos medios de $39,375 frente a los $18,906 para las mujeres. La renta per cápita para la localidad era de $16,868. Alrededor del 9,9% de la población estaban por debajo del umbral de pobreza.